# Marianne Sessi
Marianne Sessi Natorp (1773-10 de marzo de 1847) fue una soprano y compositora italiana de canzonettas, cuya fecha de nacimiento figura en diversas fuentes como 1770, 1771, 1773, o 1776. Fue conocida sobre todo como miembro de la dinastía musical Sessi y renombrada soprano de ópera que actuó y compuso como Marianne Sessi.

## Biografía
Nació en Roma, hija de Franziska Lepri y Giovanni Sessi, ambos cantantes, al igual que sus cuatro hermanas menores Imperatrice, Anna-Maria, Victoria y Carolina. Sessi estudió canto con su padre y debutó en la Ópera Italiana de Viena durante la temporada 1792-93. En 1794 se casó con Franz Joseph Edler von Natorp, barón en 1801. Dejó de actuar en 1796, pero regresó a los escenarios en 1805 tras el divorcio de la pareja, cantando en óperas de Domenico Cimarosa, Simon Mayr, Wolfgang Amadeus Mozart, Giovanni Paisiello, Antonio Salieri y Niccolò Zingarelli. En 1807, la Academia de Bellas Artes de Florencia le concedió una medalla de oro[8]. Realizó giras internacionales, cantando por Europa oriental y occidental, Rusia y Escandinavia. Sessi dejó de actuar en 1836 y trabajó como profesora de canto en la Ópera Real de Berlín. Finalmente se trasladó a Viena, donde vivió con su hermana Anna-Maria hasta su muerte.

## Composiciones
Fue más conocida como cantante, pero también compuso canzonettas que fueron publicadas por Breitkopf & Hartel. Entre sus composiciones vocales figuran:
- "Amare un Infedele Veder si Abandonare"[2]
- "Di Puri Affeti Miei"[2]
- "E Dunque Vero"[2]
- "Ecce Quel Fiero Instante"[2]
- "Nasce Nel Vago Aprile Porporea Rosa"[2]
- Nocturne (two voices and piano)[10]
- "Non t’Accostar a l’Urna"[2]
- "Placido Zeffiretto"[2]
- "Sempre piu t’Amo"[2]
- "Stanco di Pascolar le Pecorelle"[10]
- Ten Canzonettes[10]
- Three Canzonettes[10]